# Gianni Beschin
Gianni Beschin (Legnano, 1953. február 15. – Rossano, 2021. február 12.) olasz nemzetközi labdarúgó-játékvezető.

## Pályafutása

### Nemzeti játékvezetés
A játékvezetésből 1973-ban AIA Legnago körzetében vizsgázott, 1987-ben lett országos (CAN) a, 1988-tól a Serie A játékvezetője. A nemzeti játékvezetéstől 1997-ben vonult vissza. Serie A mérkőzéseinek száma: 96.

### Nemzetközi játékvezetés
Az Olasz labdarúgó-szövetség Játékvezető Bizottsága (JB) terjesztette fel nemzetközi játékvezetőnek, a Nemzetközi Labdarúgó-szövetség (FIFA) 1992-től tartotta nyilván bírói keretében. Több nemzetek közötti válogatott és klubmérkőzést vezetett, vagy működő társának partbíróként segített. Az olasz nemzetközi játékvezetők rangsorában, a világbajnokság-Európa-bajnokság sorrendjében többedmagával a 36. helyet foglalja el 2 találkozó szolgálatával. Az aktív nemzetközi játékvezetéstől 1996-ban búcsúzott. Válogatott mérkőzéseinek száma: 2.

#### Labdarúgó-Európa-bajnokság
Az európai-labdarúgó torna döntőjéhez vezető úton Angliába a X., az 1996-os labdarúgó-Európa-bajnokságra az UEFA JB játékvezetőként foglalkoztatta.

##### 1996-os labdarúgó-Európa-bajnokság

###### Selejtező mérkőzés
| Időpont             | Helyszín                     | Mérkőzés típusa           | Mérkőzés       | Eredmény | Nézők száma |
| ------------------- | ---------------------------- | ------------------------- | -------------- | -------- | ----------- |
| 1994. szeptember 7. | Ninian Park Stadion, Cardiff | előselejtező (7. csoport) | Wales–Albánia  | 2 : 0    | 15 791      |
| 1994. december 14.  | Nemzeti Stadion, Ta’ Qali    | előselejtező (5. csoport) | Málta–Norvégia | 0 : 1    | 5 717       |

## Sportvezetőként
1998-2001 között a Cosenza Calcio vezetője.

## Szakmai sikerek
- 1989-ben, mint a legjobb fiatal újonc Serie A játékvezető megkapta a Giorgio Bernardi díjat.
- 1993/1994 labdarúgó idény végén az olasz JB szakmai munkásságát a Dr. Giovanni Mauro alapítvány elismerő díjával jutalmazta.